# Fosie församling
Fosie församling är en församling i Malmö kontrakt i Lunds stift. Församlingen ligger i Malmö kommun i Skåne län och ingår i Malmö pastorat.

## Administrativ historik
Församlingen har medeltida ursprung. År 1969 utbröts Kulladals församling och delar av Eriksfälts församling.
Församlingen var före 1939 i pastorat med Lockarps församling, före omkring 1622 som annexförsamling, därefter som moderförsamling. Från 1939 till 2014 utgjorde församlingen ett eget pastorat. Församlingen införlivade 2014 huvuddelen av Eriksfälts, Västra Skrävlinge och Oxie församlingar samt mindre delar av Tygelsjö-Västra KlagstoKulladals och Bunkeflo församlingar. Församlingen ingår sedan 2014 i Malmö pastorat.

## Kyrkoherdar
- Daniel Flintzberg (1720-1786) tjg. 13 december 1772 - 20 maj 1786.
- Johan Hällén (vald av församlingen maj 1787 som den fjärde kallade kandidaten).
- Jacob Qviding (1734-1806) tjg. juni 1788 - 22 november 1806.
- Nils Sylwan (1751-1824) tjg. 1809 - 28 mars 1824.
- Christopher Sylwan (1784-1860) tjg. från 15 december 1824 - 21 mars 1860. (Vice pastorn P. Lundberg skötte sysslan från 1858 och vice pastorn J. Hallengren skötte sysslan från januari 1860 vid den förres sjukdom.).
- Olof Tenow (1810-1899) tjg. förordnad 31 oktober 1862 - 1865. Installerad 1 december 1862.Församlingens val av en annan person efter sitt pastorsval där 4 predikanter avhörts, blev negligerat genom konungens tillförordnande av Regementspastorn Tenow, något som uppfattades som ett märkligt tillfälle i tidningarna. I mars 1865 var Tenow förordnad till Rudskoga pastorat. Han fick en silverkanna av församlingarna som tacksamhetsgåva. Han var också mycket engagerad för upprättande av en friskyttekår i Fosie.
- Vice pastorn Carl Rudolf Wulff (1822-1896) förestod pastoratet tillförordnad från 1 maj 1865 till ett nytt val av pastor hade beslutats. Som sökande till tjänsten, fick han flest röster. Han var rätt så aktiv och drev också genomförande av skyddsanordningar för flyttbara skördetröskor som skadat många människor allvarligt. Men kungen förordnade istället
- Prebendekomministern Georg Carl Löfwengren (1814-1890). tjg. 16 februari 1866 - 10 maj 1890.
- Carl August Pihl (f. 1854) tjg. 1891 - Namngav även sin fastighet Philetorp som idag är en stadsdel i Malmö.

## Organister
| Verksam | Namn              | Levnadstid | Övrigt |
| ------- | ----------------- | ---------- | ------ |
| 1928–   | Knut Georg Ekberg | 1898–      | [ 7 ]  |

## Kyrkor
- Fosie kyrka
- Sankt Tomas kapell
- Heliga Trefaldighetskyrkan
- Glostorps kyrka
- Heliga korsets kapell är ett begravningskapell på Fosie kyrkogård[8]
- Lockarps kyrka
- Oxie kyrka
- Västra Skrävlinge kyrka
- Rosengårds kyrka